# Agrafena Musina-Pushkina
Agrafena Musina-Pushkina (Rusia, 27 de julio de 1740-31 de julio de 1782) fue una actriz de teatro y cantante rusa. Perteneció al grupo pionero de los primeros actores de Rusia, actuando en el teatro real de San Petersburgo desde su fundación en 1756 hasta 1769.

## Carrera artística
Agrafena principalmente actuaba en los papeles de soprano soubrette —un tipo de voz similar a la soprano ligera, con menor facilidad en el registro agudo— y de regente. Fue primero alumna, y luego esposa del actor Ivan Dmitrevsky.